# Quận Sully, South Dakota
Quận Sully là một quận thuộc tiểu bang Nam Dakota, Hoa Kỳ. Quận lỵ đóng ở Onida6. Quận được đặt tên theo tướng Alfred Sully người cho xây pháo đài Sully.. Dân số theo điều tra năm 2000 của Cục điều tra dân số Hoa Kỳ là 1556 người.

## Địa lý
Theo Cục điều tra dân số Hoa Kỳ, quận này có diện tích 2772 km2, trong đó có 164 km2 là diện tích mặt nước.

### Các quận giáp ranh
- Quận Potter, Nam Dakota - bắc
- Quận Hyde, Nam Dakota - đông
- Quận Hughes, Nam Dakota - nam
- Quận Stanley, Nam Dakota - tây nam
- Quận Dewey, Nam Dakota - tây bắc

## Các xa lộ
- U.S. Highway 83
- South Dakota Highway 1804